# Николай Тодоров (футболист, р. 1996)
Вижте пояснителната страница за други личности с името Николай Тодоров.
Николай Тодоров (роден на 24 август 1996 в Плевен, България) е български футболист играещ за втородивизионния шотландски Хамилтън Академикъл.